# Isokichi Asakura
Isokichi Asakura (十吉二代 浅蔵五), de son vrai nom Yosaku Asakura, né en 1913 et décédé en 1998, est un potier de céramique japonaise, et académicien. Lauréat de nombreux prix, il est célèbre au Japon pour avoir créé le Kutani-yaki contemporain. 

## Biographie

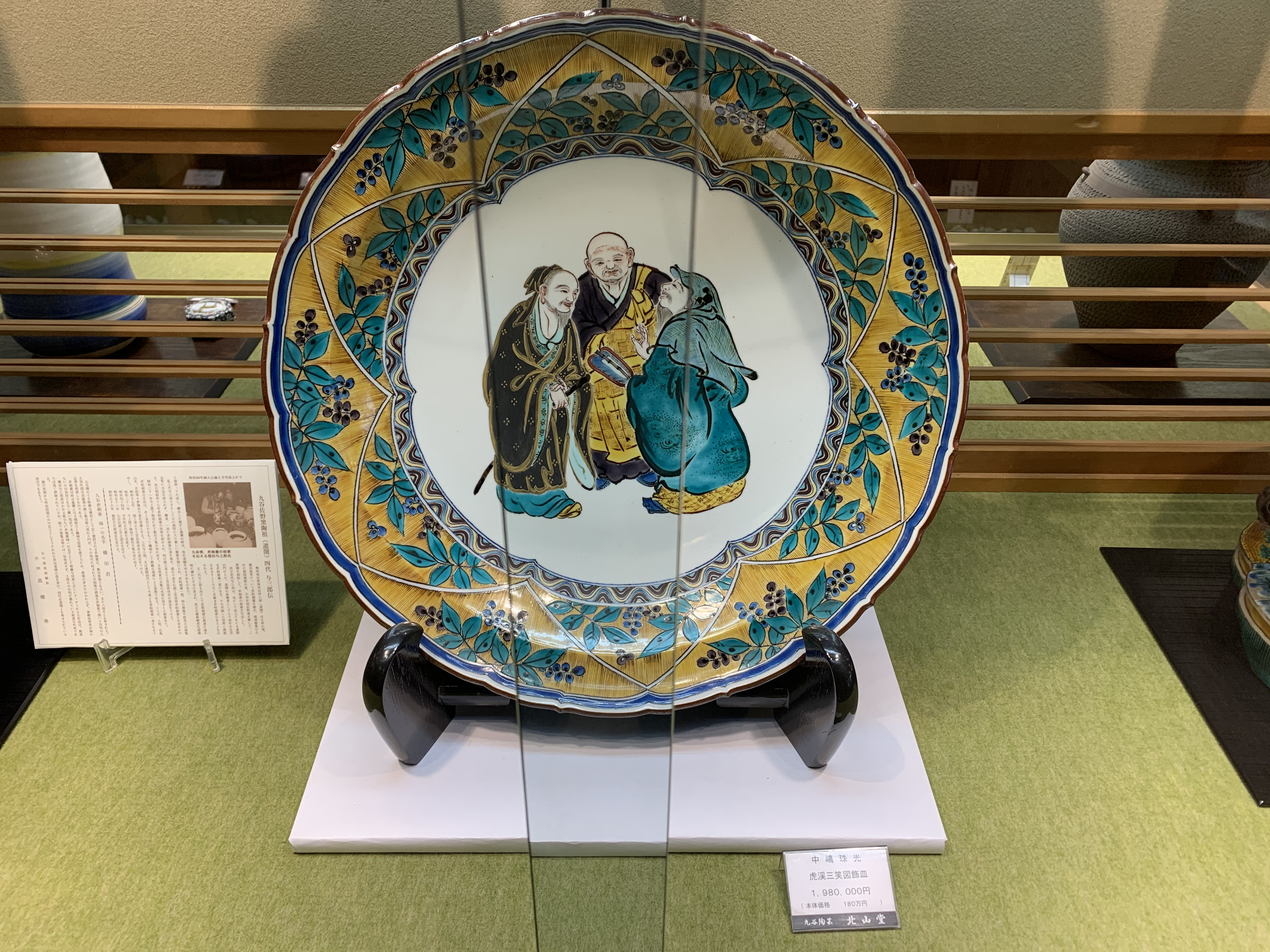
Assiette de style Kutani

Isokichi Asakura est né à Terai au Japon le 26 février 1913. Après l'école primaire, il apprend en parallèle des collège et lycée les techniques de céramique de son père. Il est ainsi diplômé du lycée Yawata en 1928. La même année, il devient élève d'un potier alors connu au Japon : Tokuda Yasokichi. Et c'est en 1946 qu'il apprend les techniques de l'émail multicolore de Kitade Tojiro. Il reçoit alors la même année un prix de l'Académie japonaise des arts pour la première fois. À l'origine de nombreuses expositions de céramique, il reçoit en 1977 un prix de la part du Premier Ministre du Japon.
Il crée alors le renouveau du style Kutani. Parvenu à diriger le four Isokichi Shinko, lieu de production intense de céramique, il peut ainsi diriger les productions de Kutani contemporain. Basé sur le style traditionnel du même nom, disparu, le style est sensiblement le même que le Kutani traditionnel, mais s'attache à trouver sa propre identité. Asakura reprend ainsi les techniques de kokusai (relief, monticule et sculpture sur des bases d'argile colorée), de jisho (utilisation de types d'argile pour obtenir à la chaleur des fissurations et décolorations contrôlées). Mais il crée également le sous-genre de glaçures de couleur dit Asakura, (couleurs profondes et tamisées), et dans ses dernières années de nombreuses œuvres en utilisant des feuilles de platine.
Il devient peu après membre lui-même de l'Académie japonaise des arts. Il devient également conseiller des expositions Nitten et président de l'Association des arts et culture de la Préfecture d'Ishikawa. 
Il crée en 1993 son propre musée : le Musée Asakura Isokichi. C'est le 9 avril 1998 qu'Asakura décède,,.

## Style
Ses céramiques sont connus comme ayant des motifs fantastiques tels que des papillons jaunes dansant sur des camélias. Dans la dernière partie de sa vie, il avait tendance à ne pas utiliser du tout de peinture akae. Il privilégie pour la renaissance du style Kutani des motifs exotiques ou abstraits.

## Distinctions et prix
- 1946 : Prix Nitten-Hokuto (日展 北斗 賞)
- 1952 : Prix Nitten Hokuto (日展 北斗 賞) ;
- 1955 : Prix Nitten-Hokuto pour l'œuvre Iro-e hōkei suiban (色絵 方 形水 盤) ;
- 1957 : Prix Nitten-Hokuto pour l'œuvre Kama-henkō kankaki (窯 変 交 歓花器) ;
- 1968 : Prix Hokkoku de la Culture (北国 文化 賞) pour l'œuvre Kōsei no bikaki (構成 ノ ط 花 器) ;
- 1972 : Prix de la ville de Komatsu (小松市 文化 賞) ;
- 1974 : Conseiller officiel du Comité Nitten ;
- 1977 : Prix du Premier Ministre du Japon (日 展 内閣 総 理 大臣 賞) ;
- 1981 : Prix de l'Académie japonaise des arts pour l'œuvre Yūsai kayō-kazari sara (釉彩 華陽 飾 皿) ;
- 1981 : Intégration au Comité Nitten ;
- 1984 : Prix de la chaîne de télévision Ishikawa-TV (石川テレビ賞) ;
- 1984 : Médaille Kyokujitsu-shoju de Catégorie Quatre : Ordre du Trésor Sacré (瑞宝 大綬章);
- 1984 : Académicien de l'Académie japonaise des arts (日本芸術院) ;
- 1988 : Prix Chūnichi de la Culture (中 日 文化 賞) ;
- 1992 : Élevation au rang de personnalité culturelle (文化的価値のある人) ;
- 1996 : Ordre du Mérite Culturel (文化勲章).